# Dub (tvrz, okres Rakovník)
Dub (též Na Starém zámku) je zaniklá tvrz u Svojetína v okrese Rakovník. Dochovalo se po ní částečně zaniklé tvrziště chráněné jako kulturní památka. Tvrziště leží necelé dva kilometry jihozápadně od Svojetína.

## Historie
Prvním známým majitelem tvrze byl snad Jan Čihák z Dubu připomínaný roku 1393 a snad s ní souvisel také Zikmund z Dubu uvedený v pamětech plaského kláštera. Později získali panství Kolovratové a připojili ho ke Krakovci. V roce 1539, ze kterého pochází jediná konkrétní zpráva o tvrzi, se Dub uvádí jako pustá tvrz a ves. Tvrziště je také možné spojit se zaniklou středověkou vesnicí Slavošov, která stála v těsném sousedství na lokalitě zvané Na Slovanském (Na Šlovickém). V obou případech lze předpokládat, že tvrz zanikla během husitských válek v roce 1421.

## Stavební podoba
Tvrziště mívalo oválný nebo obdélný půdorys s rozměry 100 × 80 metrů, ale jižní část zanikla rozoráním. Jádro tvrze bývalo šestnáct metrů dlouhé a obklopoval ho dosud znatelný příkop až šest metrů široký a přibližně 1,3 metru hluboký, před kterým je ještě mohutný val. Průměr dochované části tvrziště je asi čtyřicet metrů. Pozůstatky zástavby se dochovaly v podobě dvou prohlubní. Objekt čtvercového půdorysu je torzem suterénu nebo sklepa, nad kterým mohla stát nejspíše věžovitá stavba (snad dřevěná věž na kamenné podezdívce).